# Narcine vermiculatus
Narcine vermiculatus är en rockeart som beskrevs av Breder 1928. Narcine vermiculatus ingår i släktet Narcine och familjen Narcinidae. IUCN kategoriserar arten globalt som nära hotad. Inga underarter finns listade i Catalogue of Life.